# Gran Premio General San Martín
El Gran Premio General San Martín es una carrera de caballos de Argentina y se disputa en el césped del Hipódromo Argentino de Palermo sobre la distancia de 2400 metros. Es una competencia de Grupo 1 en la escala internacional, para todo caballo de 4 años y más edad. Recibe su nombre de José de San Martín, eminente prócer con decisiva importancia en la independencia de Argentina, Perú y Chile.
Desde sus comienzos, fue una carrera programada para el mes de agosto en el marco de los actos recordatorios por el aniversario de la muerte de San Martín, acontecida el 17 de agosto de 1850. Asimismo, la distancia estipulada era de 1800 metros sobre pista de arena. Pero a partir del año 2013, este cotejo pasó a formar parte de la jornada clásica de la Polla de Potrancas y la Polla de Potrillos, como uno de los platos fuertes de la reunión, establecida para el mes de septiembre, y se extendió el tiro hasta 2400 metros, sobre la flamante pista secundaria de césped del Hipódromo Argentino de Palermo.

## Últimos ganadores del San Martín
| Año  | Ganador          | País                                 | Jockey              | País | Padre              | País | Madre           | País | Criador                             | Caballeriza          | Colores            |
| ---- | ---------------- | ------------------------------------ | ------------------- | ---- | ------------------ | ---- | --------------- | ---- | ----------------------------------- | -------------------- | ------------------ |
| 2023 | Pepe joy         | Representando a entre ríos: BAROLITO |                     |      |                    |      |                 |      |                                     |                      |                    |
| 2019 | Glorious Moment  |                                      | Altair Domingos     |      | Treasure Beach     |      | Ballado´s Cat   |      | Haras el Gusy                       | Las Monjitas         | Horse racing silks |
| 2018 | Tiger Feet       |                                      | Francisco Gonçalves |      | Campanologist      |      | Tiz A Rainbow   |      | Haras Santa María de Araras         | Tramo 20             | Horse racing silks |
| 2017 | Forty One        |                                      | Pablo Falero        |      | Archipenko         |      | Forty Marinesca |      | Haras Las Raíces                    | Quereuquén           | Horse racing silks |
| 2016 | Besitos          |                                      | Juan Carlos Noriega |      | Cima de Triomphe   |      | Union Camp      |      | Haras Don Arcángel                  | Pay Ubre             | Horse racing silks |
| 2015 | Giacom           |                                      | Edwin Talaverano    |      | Giacomo            |      | Kascha          |      | Haras Firmamento                    | Firmamento           | Horse racing silks |
| 2014 | Ganesh           |                                      | Altair Domingos     |      | Sulamani           |      | Zoran           |      | Haras Red Rafa                      | Stud Red Rafa        | Horse racing silks |
| 2013 | Soy Carambolo    |                                      | Juan Carlos Noriega |      | Val Royal          |      | La Carambola    |      | Haras Polo                          | Haras Polo           | Horse racing silks |
| 2012 | Flowing Rye      |                                      | Altair Domingos     |      | Catcher In The Rye |      | Stormy Flo      |      | Haras La Biznaga                    | La Biznaga           | Horse racing silks |
| 2011 | Aristocity       |                                      | Cristian Menéndez   |      | City West          |      | La Aristócrata  |      | Haras Atilena                       | Parapokos            | Horse racing silks |
| 2010 | Cocho            |                                      | Jorge Ricardo       |      | Sunray Spirit      |      | Carleata        |      | Haras Abolengo                      | Rubio B.             | Horse racing silks |
| 2009 | Succesful Affair |                                      | Horacio Karamanos   |      | Successful Appeal  |      | Stone Flower    |      | Haras Futuro                        | Haras Futuro         | Horse racing silks |
| 2008 | Flag Copado      |                                      | Gustavo Calvente    |      | Flag Down          |      | Potra Bruja     |      | Haras La Madrugada                  | Bingo Horse          | Horse racing silks |
| 2007 | Latency          |                                      | Julio César Méndez  |      | Slew Gin Fizz      |      | Latencia        |      | Haras Las Dos Manos                 | Las Dos Manos        | Horse racing silks |
| 2006 | Thano            |                                      | Jacinto Herrera     |      | Southern Halo      |      | Di Machine      |      | Luis Paccagnella                    | La Adelaida          | Horse racing silks |
| 2005 | Potro Rex        |                                      | Pablo Falero        |      | Potrillon          |      | Chaldee         |      | Haras La Madrugada                  | Haras La Madrugada   | Horse racing silks |
| 2004 | Inter Cleante    |                                      | Pedro Robles        |      | Intérprete         |      | Original Lady   |      | Haras El Paraíso                    | S. de B.             | Horse racing silks |
| 2003 | Abroquelado      |                                      | Jacinto Herrera     |      | El Meteoro         |      | Andrina         |      | Alberto Lederman                    | Gabigu               | Horse racing silks |
| 2002 | Climay           |                                      | Ángel Ramírez       |      | Ocean Falls        |      | Floridana       |      | Haras Río Claro                     | Río Claro            | Horse racing silks |
| 2001 | Flirteador       |                                      | Jacinto Herrera     |      | Southern Halo      |      | Fontina         |      | Haras La Quebrada                   | General Lamadrid     | Horse racing silks |
| 2000 | Magic Corner     |                                      | Horacio Betansos    |      | Rainbow Corner     |      | Majagua         |      | Haras La Quebrada                   | Años Idos            | Horse racing silks |
| 1999 | Strudel Fitz     |                                      | Jacinto Herrera     |      | Fitzcarraldo       |      | Miss Con Strued |      | Haras Firmamento                    | Rin                  | Horse racing silks |
| 1998 | El Compinche     |                                      | Jacinto Herrera     |      | Southern Halo      |      | La Copera       |      | Haras La Quebrada                   | La Quebrada          | Horse racing silks |
| 1997 | Body Glove       |                                      | Pablo Falero        |      | Candy Stripes      |      | La Marmite      |      | Haras Santa Lucía                   | Huguito              | Horse racing silks |
| 1996 | Fair Card        |                                      | Carlos Zuco         |      | Fatly              |      | Carañuela       |      | Haras Income                        | La Titina            | Horse racing silks |
| 1995 | Huido            |                                      | Juan Ublich         |      | Ataviado           |      | Awol            |      | Cornelio Donovan y Eduardo Solveyra | San Gilberto         | Horse racing silks |
| 1994 | Prince Boy       |                                      | Pablo Falero        |      | Red Wing Prince    |      | Indian Lady     |      | Jorge Eugenio Tavares               | San José del Socorro | Horse racing silks |
| 1993 | Cleante          |                                      | Guillermo Sena      |      | Kleiglight         |      | Orientadora     |      | Haras El Malacate                   | Frank Whitham        | Horse racing silks |
| 1992 | Portoferraio     |                                      | Walter Serrudo      |      | Salt Marsh         |      | Niza            |      | Haras La Quebrada                   | La Barranca          | Horse racing silks |
| 1991 | Engrillado       |                                      | Jorge Valdivieso    |      | Friul              |      | La Lorle        |      | Claudio Rebolini                    | Los Vascos           | Horse racing silks |
| 1990 | Lad Cat          |                                      | Miguel Abregú       |      | Dark Brown         |      | Snow Mine       |      | Haras Rosa do Sul                   | Rosa del Sur         | Horse racing silks |